# Risto Mattila
Risto Mattila (* 4. Februar 1981 in Kannus) ist ein ehemaliger finnischer Snowboarder.

## Werdegang
Mattila, der für die Snowboard Junkies in Sievi startet, begann seine internationale Karriere mit 18 Jahren am 27. November 1999 in Ruka beim FIS-Rennen in der Halfpipe. Drei Monate später erreichte er bei den Juniorenweltmeisterschaften 2000 in Berchtesgaden in der gleichen Disziplin den 14. Rang. Ein Jahr später konnte er sich bei den Juniorenweltmeisterschaften 2001 in Hermagor-Pressegger See auf den siebenten Platz verbessern. Daraufhin gab er am 16. März 2001 sein Debüt im Snowboard-Weltcup und erreichte in der Halfpipe in Ruka auf Anhieb den zehnten Platz.
Am 19. November 2001 gelang Mattila in Tignes mit dem dritten Platz erstmals die Fahrt aufs Podium. Nach diesem Erfolg in der Halfpipe konnte er vier Wochen später in Whistler auch im Big Air mit dem zweiten Platz sein erstes Podium feiern. Nach einem weiteren Podestplatz im Januar in L’Alpe d’Huez und einem vierten Rang beim Big Air in Kreischberg startete Mattila bei den Olympischen Winterspielen 2002 in Salt Lake City. Dabei erreichte er beim Sieg von Ross Powers in der Halfpipe den 16. Platz. Nach den Spielen startete er im Weltcup mit einem guten fünften Rang beim Big Air im japanischen Sapporo. Zum Saisonabschluss glänzte er in Tandådalen noch einmal mit einem dritten Platz in der Halfpipe, bevor er die Saison auf dem zweiten Platz der Halfpipe-Weltcup-Gesamtwertung beendete. Im Big-Air-Weltcup lag er am Ende auf dem 19. Platz.
Da Mattila beim Big Air in Berlin am 26. Oktober 2002 mit Rang 11 nicht überzeugen konnte, startete er im November erstmals für einen Wettbewerb im Snowboard-Europacup. Den Wettbewerb in der Halfpipe in Laax gewann er dabei deutlich. Eine Woche später startete er an gleicher Stelle wieder im Weltcup und verpasste als Vierter am Ende nur knapp das Podium. Am 21. Dezember 2002 gelang ihm im kanadischen Stoneham im Big Air sein erster Weltcup-Sieg. Nur vier Wochen später bei der Snowboard-Weltmeisterschaft 2003 in Kreischberg gewann er in der gleichen Disziplin den Weltmeistertitel. In der Halfpipe verpasste er als Siebenter eine Medaille deutlich. Nach der Weltmeisterschaft gelang es ihm bis Saisonende in München und Arosa nicht, vordere Platzierungen zu erreichen. Trotzdem konnte sich Mattila im Big-Air-Gesamtweltcup den achten Rang erkämpfen.
Im September 2003 stand er im chilenischen Valle Nevado beim Halfpipe-Weltcup erneut auf dem Podest und wiederholte diesen zweiten Rang auch in Tandådalen, bevor er dort im Big Air erneut einen Sieg einfuhr. Am 23. Januar 2004 gelang Mattila auch erstmals ein Weltcup-Sieg in der Halfpipe, den er bereits am Folgetag wiederholen konnte. Auch zum Saisonende in Bardonecchia stand er noch einmal ganz oben auf dem Podium, was ihm am Ende auch den Gesamtweltcup-Sieg in der Halfpipe einbrachte.
In die Saison 2004/05 startete er nach einem 10. Platz in Saas-Fee mit einem Sieg beim Big Air in Klagenfurt am Wörthersee. Bei der Snowboard-Weltmeisterschaft 2005 in Whistler blieb eine Verteidigung des Weltmeistertitels von 2003 aus. Am Ende reichte es für Mattila nur zu einem fünften Rang im Big Air und Platz 17 in der Halfpipe. Nur drei Wochen später konnte er sich in Bardonecchia wieder in die Weltspitze zurückkämpfen und erreichte nach einem zweiten Rang einen erneuten Sieg in der Halfpipe. Bei seinem letzten Weltcup der Saison in Turin gewann er ebenso den Big-Air-Wettbewerb, was ihn am Ende den fünften Rang der Big-Air-Weltcup-Gesamtwertung erreichen ließ.
Zum Saisonende startete Mattila auch erstmals bei Rannen im Rahmen der TTR World Snowboard Tour. Bei den Burton US Open Snowboarding Championships im März 2005 gewann er den Slopestyle-Wettbewerb. Im September 2005 erreichte er beim Freestyle.ch den zweiten Rang im Big Air.
Zu Beginn der Olympia-Weltcup-Saison 2005/06 konnte Mattila nach zwei eher schwachen Ergebnissen in Chile in Rotterdam wieder einen Weltcup gewinnen. In der TTR-Tour gelangen ihm zwei zweite Plätze beim Nissan X-Trail Jam und beim O’Neill SB-Jam, bevor er bei den Winter-X-Games 2006 Platz acht in der Halfpipe und Platz 14 im Big Air erreichte. Er konnte das in den Weltcups und der Tour erreichte Leistungsniveau jedoch nicht bis zu den Olympischen Winterspielen 2006 konstant beibehalten. Dort reichte es erneut nur zu Rang 10 in der Halfpipe. Die Weltcup-Saison beendete er als seine erfolgreichste Saison auf dem ersten Rang der Weltcup-Gesamtwertung. In der TTR-Tour konnte er bis Saisonende keine vorderen Ränge mehr erreichen. Erst im August beim Billabong Slopestyle Jam erreichte er mit Rang drei wieder einen Podestplatz.
In die Weltcup-Saison 2006/07 startete Mattila mit einem dritten Rang in Stockholm, hatte aber beim folgenden Wettbewerb in Saas-Fee Schwierigkeiten, an diesen Erfolg anzuknüpfen. Bei der Snowboard-Weltmeisterschaft 2007 in Arosa wurde er im Big Air am Ende Fünfter. Nach der Weltmeisterschaft startete Mattila nicht mehr im Weltcup, sondern ausschließlich bei der TTR-Tour. Nach einem 13. Platz bei den Winter-X-Games 2007 in der Halfpipe erreichte er bei den Nissan X-Trail Nippon Open die Ränge 16 und 18. Im September 2007 startete Mattila erstmals wieder beim FIS-Weltcup und wurde am Ende 18. im neuseeländischen Cardrona.
Zu Beginn der Weltcup-Saison 2007/08 erreichte Mattila sein bis heute letztes Weltcup-Podium in Stockholm. Es war zudem der einzige Weltcup, an dem er in der Saison teilnahm. Im Januar 2008 erreichte er bei der O’Neill Evolution zwei zweite Plätze in der Halfpipe und der Quarterpipe. Nach weiteren eher durchwachsenen Ergebnissen lag er am Ende der TTR World Snowboard Tour 2007/08 auf dem vierten Platz der Gesamtwertung.
Im Oktober und November 2008 startete er in London und Stockholm noch einmal bei zwei Weltcup-Wettbewerben, erreichte jedoch im Big Air nur die Plätze 18 und acht. Bei der Snowboard-Weltmeisterschaft 2009 in der koreanischen Provinz Gangwon-do konnte er an die Erfolge der Vorjahre nicht mehr anknüpfen und lag am Ende nur auf dem 47. Platz im Big Air und auf dem 15. Platz in der Halfpipe. Zwei Wochen später wurde er Zweiter im Slopestyle bei den Crans-Montana Champs Open. Am 16. Februar 2009 verpasste er bei der Oakley Arctic Challenge die Podestplätze knapp und wurde am Ende Vierter. Die TTR-Saison beendete er nach weiteren wechselhaften Ergebnissen auf Rang fünf der Gesamtwertung.
In der Saison 2009/10 konnte sich Mattila weder in der TTR-Tour noch im FIS-Weltcup durchsetzen und erzielte meist nur mittelmäßige oder gar hintere Platzierungen. Erst zur Saison 2010/11 gelangen ihm wieder bessere Leistungen. So stand er im Februar 2011 bei den Nescafé Champs Leysin mit dem zweiten Platz im Slopestyle erstmals wieder auf dem Podest.
Nachdem er sich am 21. Februar 2011 beim Training verletzte, musste er lange Zeit pausieren. Erst zum Ende des Jahres 2011 konnte er wieder an internationalen Wettbewerben teilnehmen. Nachdem er in Ruka die Weltcup-Qualifikation gewinnen konnte, landete er im Wettbewerb am Ende auf dem zwölften Rang. Beim TTR Stars of the Stadium erreichte er im Februar 2012 den 25. Platz. Im März startete Mattila noch einmal bei einem FIS-Rennen in Ruka und erreichte bei seinem bis heute letzten internationalem Auftritt den vierten Rang.

## Erfolge
- 2003 Weltmeister Big Air Kreischberg
- 2003/04 Gesamtweltcupsieger auf der Halfpipe
- 2005 US Open, Slopestyle
- 2005 Best Overall Rider (bester Fahrer der Saison)
- 2006 European Open, Superpipe Champion
- 2007 X-Trail Jam, Straight Jump, Japan